# Kazalište u 1715.
◄◄ | ◄ | 1712. | 1713. | 1714. | 1715.  | 1716. | 1717. | 1718. | ► | ►►
Arhitektura • Astronomija • Biologija • Glazba • Kazalište • Kemija • Kiparstvo • Knjige • Književnost • Kršćanstvo • Medicina • Politika • Pravo • Promet • Slikarstvo • Znanost
Kazalište u 1715.

## Hrvatska i u Hrvata

### Događaji
- 27. kolovoza – prva kazališna predstava u Požegi, vidi Gradsko kazalište Požega

## Vanjske poveznice
|  | Zajednički poslužitelj ima još gradiva o temi Kazalište u 1715. |